# 주증녀
주증녀(朱曾女, 1926년 2월 11일~1980년 9월 18일)는 대한민국의 배우이다.

## 생애
1926년 함남 영흥 출생하여 함남여고를 졸업했다. 극단 고협(高協)에서 유치진 작 《무영탑》의 ‘시녀’ 역을 시작으로 《청춘의 윤리》, 《유령》, 《맹진사댁 경사》등에서 연기하며 배우 경력을 쌓아나갔다(여성영화인사전). 1949년 윤대룡 감독의 《조국의 어머니》로 영화계에 데뷔하여 같은 해 한국 최초의 컬러 영화인 《여성일기》(홍성기)에 출연하였다. 이후 《애인》(1965), 《실낙원의 별》(1957) 등의 흥행작에 출연하면서 연기력도 인정받아 1958년 부일영화제 여우주연상을 수상하였다. 당대 여러 유망 감독들과 호흡을 맞추며 개성 있는 연기를 선보였다. 두 여우들의 리드로 극이 전개되는 《그 여자의 죄가 아니다》(1959), 중산층 가정의 아내 역을 맡은 《하녀》(1960), 폐비 윤씨로 분한 《연산군》(1961), 노파 역으로 열연을 펼친 《고려장》(1963) 등 주증녀는 한 캐릭터에 고착되지 않았으며, 다양한 역할을 무게감 있게 선보였다. 1962년 허영과 이혼 후 재정적 어려움을 겪기도 하였으나(여성영화인사전), 김수용 감독의 《산불》, 《만선》(1967)에서의 연기로 대종상, 청룡상, 부일상 여우주연상을 수상하며 재기하였다. 특히 <산불>에서는 전후 과부촌이 된 마을에 사는 과부 역으로 성욕을 거침없이 드러내는 적극적인 여성상을 열연하여 호평을 얻었다. 이후 《안개》(1967), 《피해자》(1969), 《토지》(1974), 《황토》(1975), 《야행》(1977) 등 김수용의 작품에서 열연하였다. 1970년대 후반까지 왕성한 활동을 선보이던 주증녀는 1980년 갑작스런 뇌졸중으로 54세로 일생을 마감했다(경향신문).

## 출연작

### 영화
- 야행 (1977)
- 청색시대 (1976)
- 내마음의 풍차 (1976)
- 발가락이 닮았다 (1976)
- 애종 (1975)
- 황토 (1975)
- 졸업시험 (1975)
- 눈물젖은 샌드백 (1975)
- 청춘극장 (1975)
- 아내들의 행진 (1974)
- 회상 (1974)
- 뱃고동 (1974)
- 철면객 (1974)
- 황홀 (1974)
- 토지 (1974)
- 본능 (1974)
- 증언 (1973)
- 모정에 우는 두아들 (1972)
- 여고시절 (1972)
- 대지옥 (1972)
- 이별의 길 (1972)
- 작은 꿈이 꽃필 때(일명:불타라 청춘) (1972)
- 결혼반지 (1972)
- 팔도졸업생 (1972)
- 홍살문 (1972)
- 인생유학생 (1971)
- 상감마마 미워요 (1971)
- 그대 가슴에 다시한번(열대어) (1971)
- 공포의 황금부두 (1971)
- 분례기 (1971)
- 사녀의 한 (1970)
- 꼬마신랑 (1970)
- 저 하늘에도 슬픔이(속) (1970)
- 꼬마신랑(속 꼬마신랑) (1970)
- 여자이기 때문에 (1970)
- 돌아온 아기신랑 (1970)
- 청춘무정 (1970)
- 잃어버린 면사포 (1970)
- 위험한 관계 (1970)
- 팔도여군 (1970)
- 물망초 (1969)
- 가슴에 맺힌 눈물 (1969)
- 회전목마 (1969)
- 울고 가는 외기러기 (1969)
- 이조 여인잔혹사 (1969)
- 후취댁 (1969)
- 여자의 모든 것 (1969)
- 윤심덕 (1969)
- 추격자 (1969)
- 재생 (1969)
- 상해 임시정부 (1969)
- 모르는 여인의 편지 (1969)
- 꽃버선 (1969)
- 구슬공주 (1968)
- 춘향 (1968)
- 갈망 (1968)
- 잘돼갑니다(경무대 비화 잘돼갑니다) (1968)
- 피해자 (1968)
- 감자 (1968)
- 미니아가씨 (1968)
- 못다한 사랑 (1968)
- 흐느끼는 백조 (1968)
- 수전지대 (1968)
- 엄마야 누나야 강변살자 (1968)
- 밤하늘의 트럼펫 (1968)
- 강산에 꽃이 피네 (1968)
- 동경특파원 (1968)
- 일본인 (1968)
- 순애보 (1968)
- 젊은 느티나무 (1968)
- 언니의 일기 (1968)
- 대괴수 용가리 (1967)
- 동심초 (1967)
- 고발 (1967)
- 인조반정(반란 인조반정) (1967)
- 산불 (1967) - 점례
- 만선 (1967)
- 여대생과 노신사 (1967)
- 엘레지의 여왕 (1967)
- 고향 (1967)
- 울려고 내가 왔나 (1967)
- 애인 (1967)
- 빙우 (1967)
- 사격장의 아이들 (1967)
- 가슴 아프게 (1967)
- 안개 (1967) - 이모
- 나그네 임금 (1967)
- 해방동이 (1967)
- 그늘진 삼남매 (1966)
- 흰벽 검은벽 (1966)
- 법창을 울린 옥이 (1966)
- 세상은 요지경 (1966)
- 마지막 황후 윤비 (1966)
- 저 강은 알고 있다 (1966)
- 나는 왕이다 (1966)
- 살인명령 (1965)
- 맹꽁이(일명 여고3년생) (1965)
- 이 여자를 보라 (1965)
- 무명가의 지배자 (1965)
- 저 하늘에도 슬픔이 (1965) - 박우옥
- 쥐구멍에도 볕들날 있다 (1965)
- 어머니의 청춘 (1965)
- 나도 연애할 수 있다 (1965)
- 과거를 가진 여자 (1965)
- 여자 19세 (1964)
- 떠날 때는 말없이 (1964)
- 십자매 선생 (1964)
- 두고만 보세요 (1964)
- 단장록 (1964)
- 월급봉투 (1964)
- 삼통 팔반 여반장 (1964)
- 맨발의 청춘 (1964) - 오여사
- 아스팔트 (1964)
- 원앙선 (1964)
- 단종애사 (1963)
- 여도 (1963)
- 급행열차를 타라 (1963)
- 남자 조종법 (1963)
- 언젠가 어머니라 불러다오 (1963)
- 조강지처 (1963)
- 행복한 고독 (1963)
- 고려장 (1963) - 과부
- 새엄마 (1963)
- 대지의 지배자(大地의 支配者) (1963)
- 사명당 (1963)
- 청춘교실 (1963)
- 쌀 (1963)
- 사나이의 눈물 (1963)
- 율곡과 그 어머니 (1963)
- 나는 비밀이 있다 (1963)
- 백년한 (1963)
- 칠공주 (1962)
- 인목대비 (1962)
- 월급쟁이 (1962)
- 슬픔은 나에게만 (1962)
- 새댁 (1962)
- 아름다운 수의 (1962)
- 일편단심 (1961)
- 붉은 두목 (1961)
- 아버지 (1961)
- 당쟁비화 (1961)
- 악의 꽃 (1961)
- 내몸에 손을 대지 마라 (1961)
- 연산군(장한사모편) (1961) - 폐비윤씨
- 바보온달과 평강공주 (1961)
- 슬픔은 없다 (1961)
- 장희빈 (1961)
- 현해탄은 알고 있다 (1961) - 히데꼬의 어머니
- 그리운 얼굴 (그리운 그 얼굴) (1960)
- 어머니의 힘 (1960)
- 아아 백범 김구선생 (1960) - 아내
- 로맨스빠빠 (1960) - 어머니
- 하녀 (1960) - 동식 아내
- 물망초 (1960) - 수녀(고아원장)
- 두 여인 (1960)
- 홀로 우는 별 (1959)
- 그 여자는 행복했던가 (1959)
- 다시 피는 꽃 (1959)
- 황혼의 애상 (1959)
- 동심초 (1959)
- 황금의 상처 (1959)
- 아내 (1959)
- 그 여자의 죄가 아니다 (1959) - 성희
- 자나 깨나 (1959)
- 행복의 조건 (1959)
- 백진주 (1959)
- 낭만열차 (1959)
- 모녀 (1958)
- 마도의 향불 (1958)
- 별만이 아는 비밀 (1958)
- 꽃도 생명이 있다면 (1958)
- 흐르는 별 (1958)
- 실락원의 별(후편) (1958)
- 별아 내 가슴에 (1958)
- 인생화보 (1957)
- 사랑 (1957)
- 청실홍실 (1957)
- 실락원의 별 (1957)
- 처와 애인 (1957)
- 그 여자의 일생 (1957)
- 여성의 적 (1956)
- 인생역마차 (1956)
- 애인 (1956)
- 자유전선 (1955)
- 원한의 성 (1955)
- 애원의 향토 (1954)
- 여인애사 (1950)
- 놀부와 흥부 (1950)
- 조국의 어머니 (1949)
- 여성일기 (1949)

## 수상
- 1958년 제1회 부일영화상 여우주연상 《실락원의 별》
- 1967년 제6회 대종상 영화제 여우조연상 《만선》
- 1967년 제5회 청룡영화상 여우주연상 《산불》
- 1968년 제11회 부일영화상 여우주연상 《산불》

## 같이 보기
- 한국 영화